# Callinsara
Callinsara is een geslacht van rechtvleugeligen uit de familie sabelsprinkhanen (Tettigoniidae). De wetenschappelijke naam van dit geslacht is voor het eerst geldig gepubliceerd in 1913 door Rehn.

## Soorten
Het geslacht Callinsara omvat de volgende soorten:
- Callinsara boliviana Bruner, 1915
- Callinsara clupeipennis Rehn, 1913
- Callinsara zebrina Piza, 1980